# Glanzende gastmier
De glanzende gastmier (Formicoxenus nitidulus) is een mierensoort uit de onderfamilie van de Myrmicinae. De wetenschappelijke naam van de soort is voor het eerst geldig gepubliceerd in 1846 door Nylander.